# Synchroon trampolinespringen
Synchroon trampolinespringen is een discipline in het trampolinespringen.

## Omschrijving
Bij het synchroon trampolinespringen wordt er samen met een partner gelijktijdig een oefening afgewerkt vanop twee verschillende trampolines. Het is daarbij de bedoeling dat de beide gymnasten tegelijk neerkomen, afzetten en dezelfde sprong uitvoeren.
Een wedstrijd bestaat uit een kwalificatie (voorronde) en een finale, waarbij de springvolgorde wordt bepaald door middel van loting. Bij de puntentoekenning op competitieniveau wordt - net als bij het individueel trampolinespringen - rekening gehouden met de moeilijkheid, de uitvoering, de continuïteit en de hoogte van de sprongen. Daarnaast wordt er rekening gehouden met de synchrone uitvoering van de sprong. Indien een van de partners een andere sprong uitvoert wordt de serie voor beiden onmiddellijk beëindigd.
De discipline maakte haar eerste opwachting op de wereldkampioenschappen van 1965 te Londen in het Verenigd Koninkrijk als demonstratiecompetitie. Sinds het WK van 1966 in het Amerikaanse Lafayette is het een volwaardige discipline.